# Bacinete

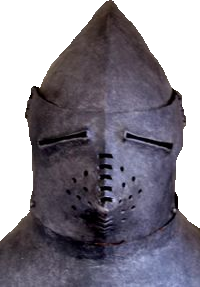
Bacinete del siglo XIV

 Se llama bacinete a un casco de hierro en un principio hemisférico y más tarde puntiagudo que cubría las orejas y el cuello, con visera o sin ella usado en la Edad Media desde finales del siglo XIII hasta el primer tercio del siglo XV. Para algunos este nombre viene del latín bacinetum, y otros creen que se tomó por parecerse a una bacía.
Primeramente lo llevaban los caballeros debajo del yelmo, no sólo como refuerzo, sino también porque el yelmo era tan pesado y embarazoso que no podía resistirse por mucho tiempo de aquí la costumbre de quitarlo y suspenderlo del arzón de la silla, si no lo llevaba el escudero.
Para no quedar con el rostro descubierto, se adicionó el bacinete con la visera y se adoptó el uso de una cofia o crespina, acolchada con cendal, seda o algodón, que se ponía debajo de aquel. Con objeto de darle mayor sujeción, se unía al gorjal de mallas, por medio de herretes a cuyo fin el borde inferior de dicho casco estaba lleno de agujeros.

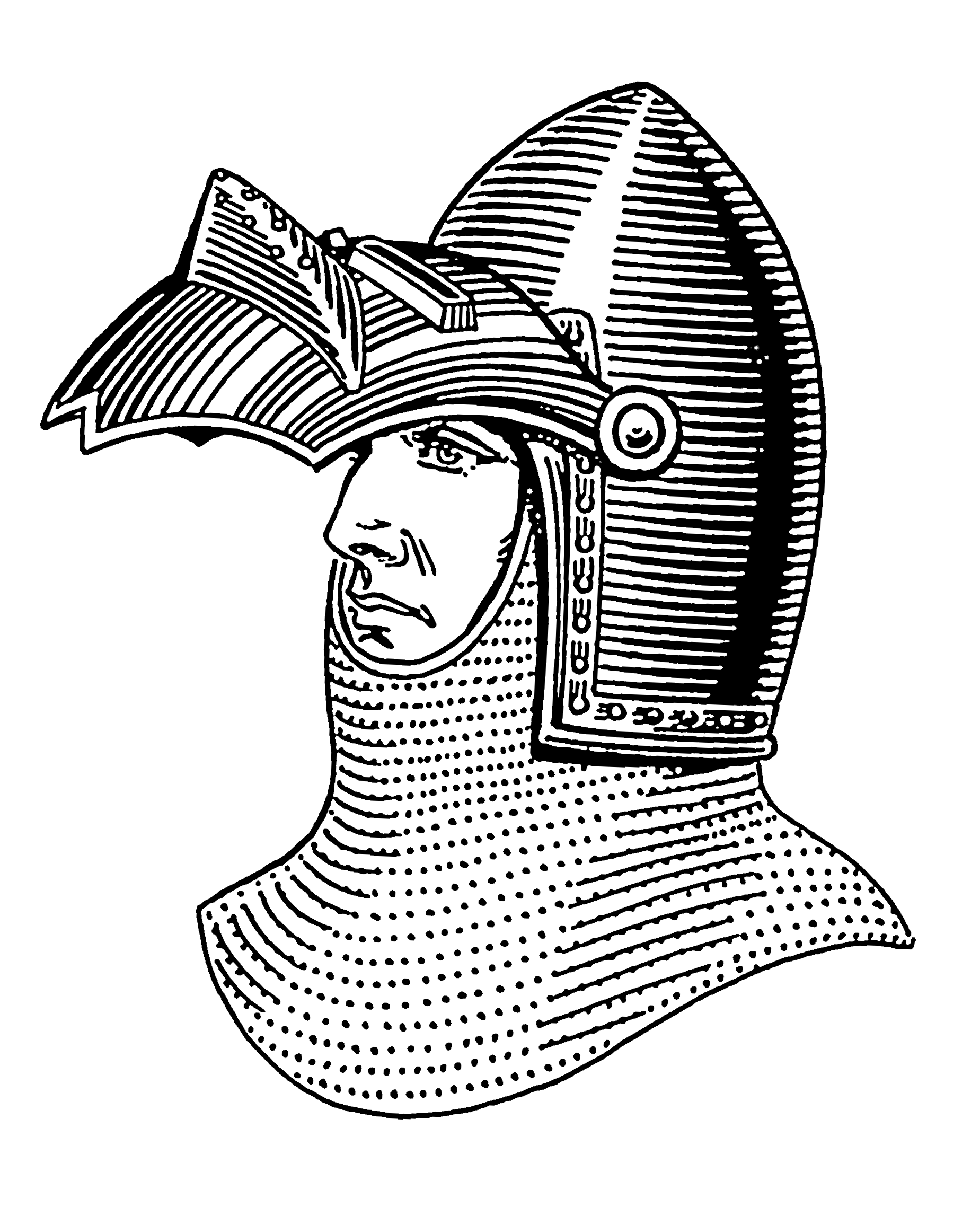
Soldado con bacinete

El bacinete no se hizo puntiagudo ni se adicionó con la visera hasta el siglo XIV a cuyo final era el casco distintivo de los combatientes de a pie.
En cuanto a la visera, en Francia se adoptaron primeramente unas en forma de trampa movible por medio de dos pivotes que la sujetaban a los costados. En 1310 fue sustituida por otra de forma cónica y en 1350 se completó el bacinete con una babera, sobre la cual ajustaba la visera dejando más defendido el rostro. El último perfeccionamiento se dio al bacinete hacia 1380 que consistió en prolongarle hasta que tuviera como puntos de apoyo los hombros y entonces también se sustituyó la forma cónica de la visera por la hemisférica.
En España, el bacinete tuvo forma ovoide y puntiaguda y visera plana. Tal es el tipo que aparece en el famoso códice del siglo XIV de la Guerra Troyana (Biblioteca de El Escorial). Se usaron bacinetes de corte sin visera y adornados con pedrería y a veces corona, cual demuestra una efigie del Príncipe Negro.
De él vienen cascos como el almete.

## Variaciones
- Bacinete con nasal. Bacinete con protección frontal para la nariz que se impuso en el siglo XII y se popularizó en la península ibérica en el XIII. Iba decorado con figuras geométricas simples.[1]
- Bacinete de almena. Eran más reforzados que los corrientes y de muy general uso en Alemania.